# Sind (Jhelam)
Der Sind (auch Sindh) ist ein rechter Nebenfluss des Jhelam im indischen Unionsterritorium Jammu und Kashmir. Der Fluss hat eine Gesamtlänge von 108 km; der mittlere Abflussmenge beträgt ca. 290 m³/s.

## Verlauf
Der Sind hat seinen Ursprung am Machoi-Gletscher in einer Höhe von 3800 m unweit der Amarnath-Pilgerstätte. Er fließt in überwiegend westlicher Richtung durch die westlichen Ausläufer des Himalaya. Er mündet schließlich bei Shadipora, 17 km nordwestlich der Stadt Srinagar, rechtsseitig in den Jhelam. Die Fernstraße Srinagar–Leh trifft in der Nähe des Gebirgspasses Zoji La auf das Flusstal des Sind und folgt dem Flusslauf bis zur Hochebene des Kaschmirtals.

## Orte am Fluss
Der Fluss passiert die Siedlungen Baltal, Sonamarg, Kullan, Gund, Akhal, Kangan, Wayul und Ganderbal.